# Běžník květomilný
Běžník květinový (Thomisus onustus) je druh pavouka z čeledi běžníkovití (Thomisidae).

## Popis
Samci dorůstají velikosti asi 5–8 mm, samice až 10 mm. Mají vpředu vystouplou hlavohruď se dvěma růžky, ve středu se světlým širokým pruhem. Zadeček má tvar lichoběžníku, rozšiřuje se vzadu ve dva rohy. Nohy jsou většinou tmavě pruhované, u samců celé tmavé. Jejich zbarvení je variabilní. Stejně jako u běžníka kopretinového mají zbarvení přizpůsobené barvě květu. Mívají bílou, žlutou nebo fialovo bílou až růžovou barvu. Samci bývají tmavě hnědí.

## Potrava
Loví většinou létající hmyz ,nejčastěji včely, pestřenky a motýly. Nestaví si sítě a dospělé samice loví tak, že sedí nehybně pod květem, kořist zachytí předníma nohama a ihned kousnou klepítky. Jako všichni běžníci a jiní pavouci, kteří loví potenciálně nebezpečnou kořist, mají rychle působící jed, který kořist rychle znehybní a usmrtí. Zakusují se především do míst za hlavou. Kvůli dobrému lovu jsou schopni měnit barvu svého těla. Barvy mohou měnit od bílé po fialovou. Přebarvování je složitý proces, který trvá několik dnů. Dochází k přesouvání podkožního barviva, čímž se dosáhne barvy podkladu. Potom se na rostlině určité barvy drží i několik týdnů.

## Rozšíření
Vyskytují se v Evropě, Asii, severní Africe a Japonsku, nejčastěji ve stepích, lesostepích, písčitých oblastech, suchých stráních, ve starých lomech atd. Nejčastěji pobývají na květech, na kterých jsou svým zbarvením velmi dobře maskováni. V České republice není hojný, ale lze ho nalézt v teplých oblastech, jako jsou střední Čechy a také na jihu Moravy, jinde je velmi vzácný.

## Reprodukce
K páření dochází koncem května a v průběhu června. Samice zapřádá do listů nebo na spodní stranu květu plochý kokon, který následně střeží. Na podzim vytváří padákovitá vlákna, na kterých se rozšiřují po krajině vzduchem jejich mláďata (babí léto).